# 元城 (伊予国)
元城（もとじょう）は、愛媛県八幡浜市にあった日本の城（丘城）。

## 概要
五反田川西岸の標高50mほどの小山に位置する。摂津氏の本城であり、支城には天神山城、若山城、ヱノ川城の三城があった。摂津実親の代には萩森城の宇都宮氏と戦って実親が八幡浜で討死にしており、その後、天正13年（1585年）の四国の役で豊臣秀吉の軍勢により陥落した。